# Morgan Llwyd
Morgan Llwyd, född 1619 i Maentwrog, Gwynedd, död 3 juni 1659 i Wrexham, var en walesisk puritansk predikant, poet och prosaförfattare.
Llwyd blev berömd under Oliver Cromwells styre, och skrev om psykologin om andliga upplevelser. Hans mest framgångsrika bok var "Llyfr y Tri Aderyn" (Boken om de tre fåglarna), 1653. Denna är en del av en dialog mellan en örn (som representerar sekulär auktoritet, främst Cromwell); en duva (som representerar puritaner); och en korp (som representerar det anglikanska bildandet).
Morgan Llwyd är också känd för att vara den första frikyrklige ministern i Wrexham, och han ligger begravd på Dissenters begravningsplats i Rhosddu, Wrexham.
Ysgol Morgan Llwyd, en kymriskspråkig högskola i Wrexham, är namngiven efter honom.
Hans farfar, Huw Llwyd, var en känd astronom och magiker.